# Křížová cesta (Pravonín)
Křížová cesta v Pravoníně na Benešovsku vedla z obce severovýchodním směrem na návrší s poutním místem Kalvárie, které je přibližně 900 metrů od centra obce.

## Historie
Křížová cesta měla podobu kamenných sloupků s horní kapličkou, ve které byla mělká nika pro pašijový obrázek. Nejprve bylo deset, později čtrnáct zastavení, z nichž se dochovaly dva sloupky u obce při cestě. Na mapě II. Vojenského mapování jsou zastavení zakreslena.

### Poutní místo
Cesta vedla na vrch zvaný Kalvárie ke třem kovovým křížům na kamenných soklech. Z nich se na místě dochovaly dvě torza, třetí zrekonstruovaný kříž byl přenesen do obce Tisek jihovýchodně od Pravonína.
Poblíž Kalvárie stojí kamenná výklenková kaplička se sochou svatého Jana Nepomuckého, která byla postavena přibližně 100 let po bitvě u Jankova. Deset dnů před touto bitvou, 24. února 1645, byla obec Pravonín napadena a vypálena švédskými vojáky. Ostatky obyvatel a vojáků, kteří přišli o život, byly uloženy v místech Kalvárie.